# Gentsestraat (Harelbeke)
De Gentsetraat gaat doorheen het centrum van Harelbeke. De weg is deel van de N43. 
Op bevel van de Kasselrij Kortrijk werd in 1716 begonnen aan een weg tussen Kortrijk en Gent. De weg verving de Oude Gentweg die grotendeels hetzelfde traject volgde. De weg was ontworpen om 60 voet breed te zijn en heeft een middenstrook van 20 voet. Tijdens de aanleg, werd de meeste bouwmaterialen afkomstig van Noord-Frankrijk via de Leie verscheept. De Gentseweg werd langs beide kanten beplant met lindebomen.
Vandaag is de Gentseweg een drukke weg. In Harelbeke bevinden zich vooral veel winkels langs deze weg. In de 1964 werd beslist om de Gentsebaan (N43) te verbreden voor snellere mobiliteit. Deze verbreding werd vervolgens in de jaren '70 uitgevoerd.  De straat loopt van de Marktstraat naar de Gentsesteenweg en Deerlijksesteenweg. Het kruist het Marktplein.

## Bebouwing
De monumentale Sint-Salvatorskerk is gelegen aan de Gentsestraat. Ook het pand  De Gouden Boom is erkend als monument.

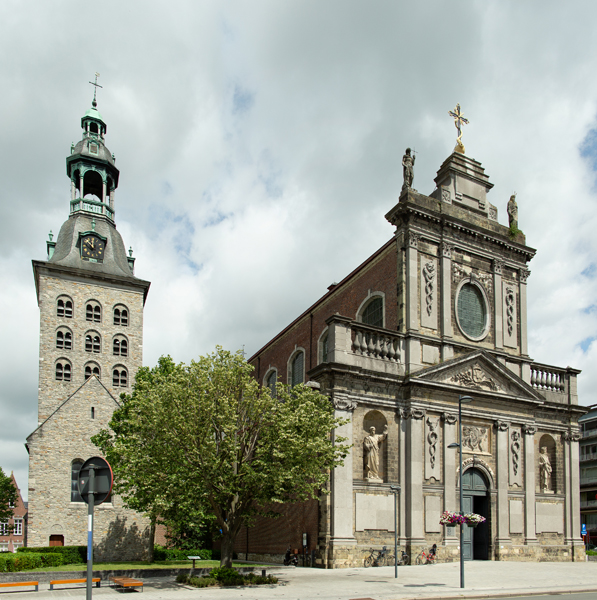
Sint-Salvatorskerk
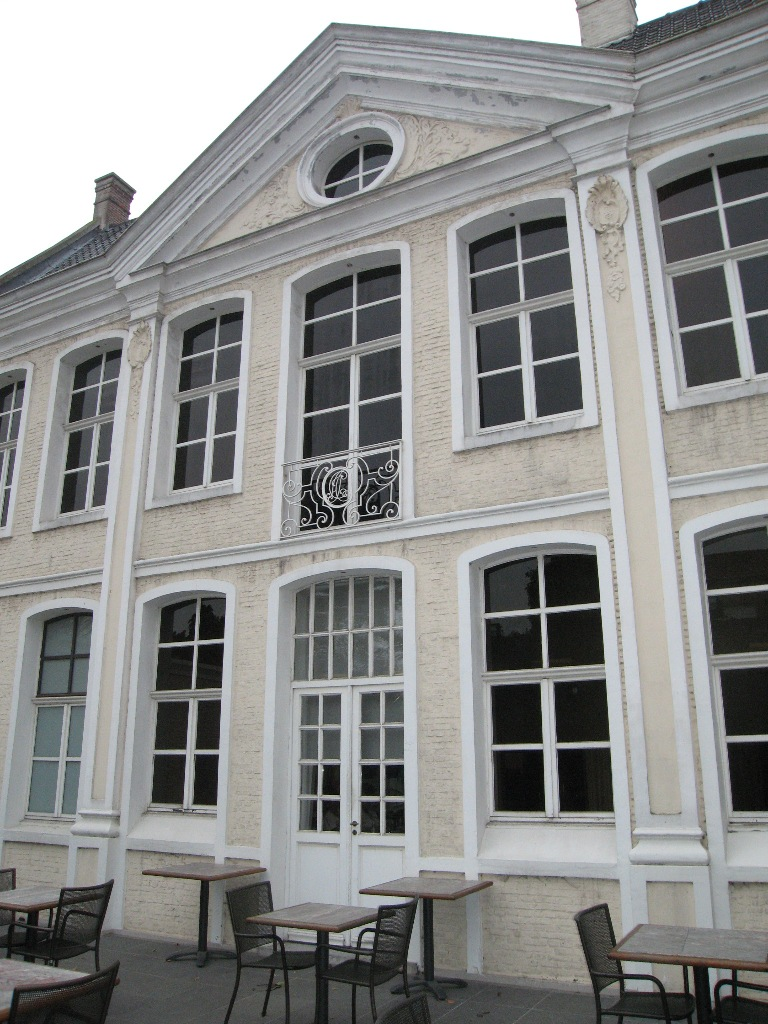
Den Gouden Boom
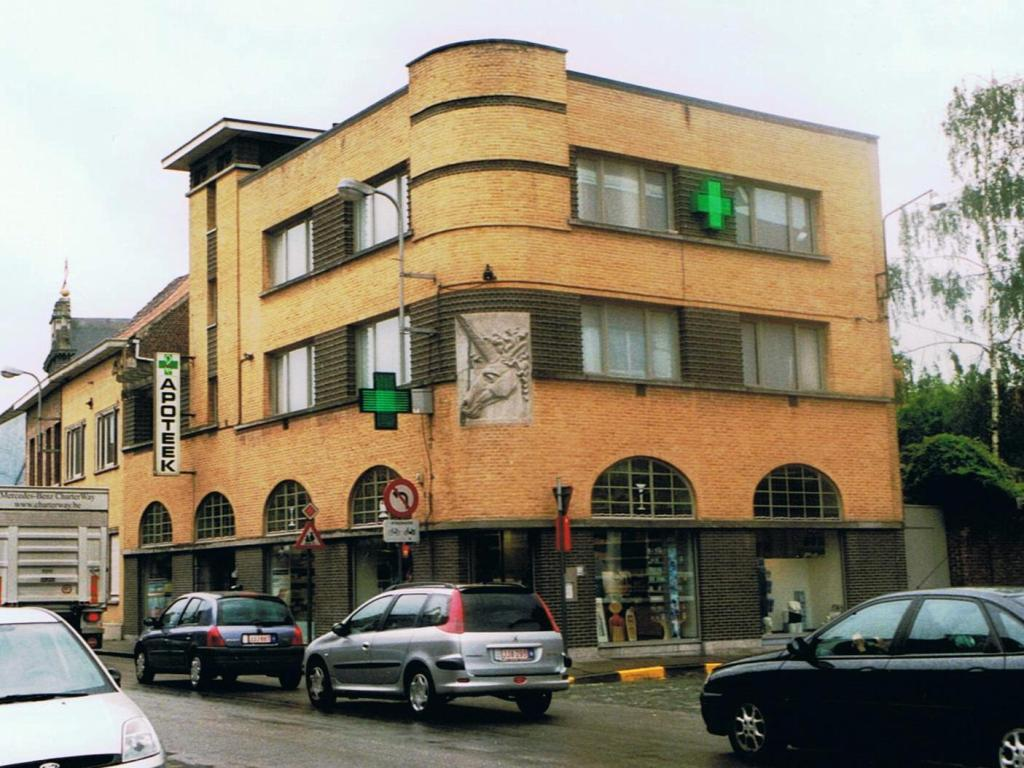
Handelspand van 1933
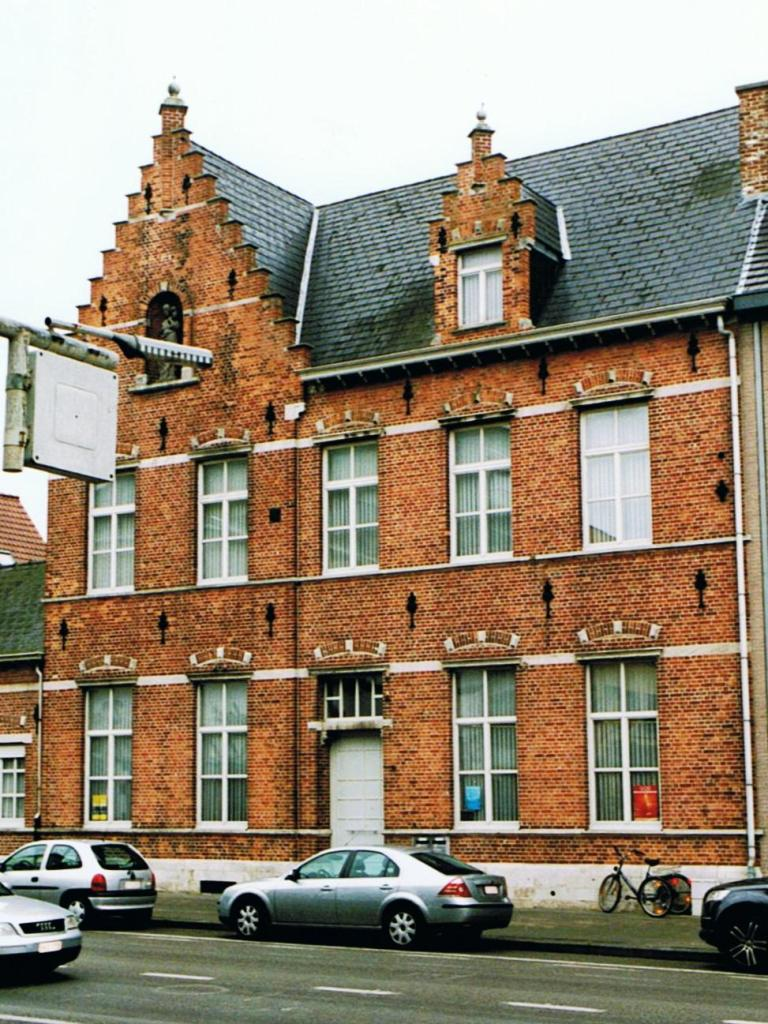
Pastorie
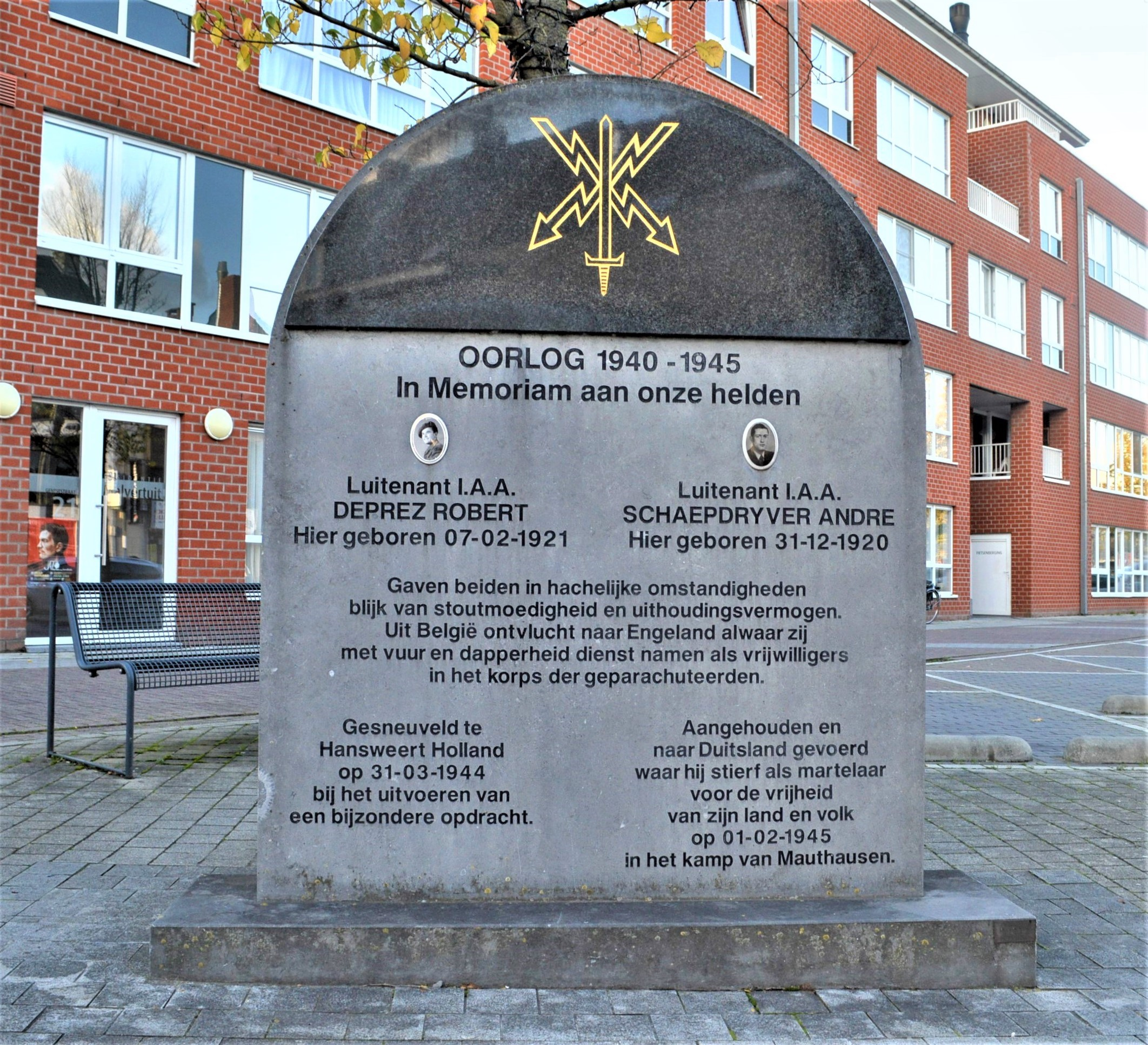
Herdenkingsmonument Lt. Robert Deprez en Lt. André Schaepdryver